# Premi e riconoscimenti di Miley Cyrus
Questa è una lista dei premi e dei riconoscimenti ricevuti da Miley Cyrus.

## BRIT Awards
- 2020 – Candidatura alla canzone dell'anno per Nothing Breaks like a Heart
- 2021 – Candidatura all'artista femminile solista internazionale
- 2024 – Canzone internazionale dell'anno per Flowers
- 2024 – Candidatura all'artista internazionale dell'anno

## Disney 23 Expo
- Premio Disney Legend alla carriera

## Golden Globe
- 2009 – Candidatura alla migliore canzone originale per I Thought I Lost You (Bolt - Un eroe a quattro zampe)
- 2025 – Candidatura alla miglior canzone originale per Beautiful That Way (The Last Showgirl)

## Grammy Awards
Miley Cyrus ha vinto 3 premi Grammy su 9 candidature.
- 2015 – Candidatura al miglior album pop vocale per Bangerz
- 2021 – Candidatura all'album dell'anno per Montero
- 2024 – Registrazione dell'anno per Flowers
- 2024 – Miglior interpretazione pop solista per Flowers
- 2024 – Candidatura alla canzone dell'anno per Flowers
- 2024 – Candidatura all'album dell'anno per Endless Summer Vacation
- 2024 – Candidatura alla Miglior interpretazione pop di un duo o un gruppo per Thousand Miles
- 2024 – Candidatura al miglior album pop vocale per Endless Summer Vacation
- 2025 – Miglior interpretazione country di un duo o un gruppo per II Most Wanted